# Квадратна кістка

Череп дромеозавра

Квадратна кістка — кістка в задній частині черепа. Є у всіх щелепних хребетних крім ссавців (у яких вона перетворилася на кістку середнього вуха, коваделко). Контактує з квадратно-виличною і лускатою кістками в черепі, і з'єднується з кісткою нижньої щелепи, зчленівною кісткою.
У змій ця кістка стала розтягнутою і дуже рухливою, і сильно впливає на їхню здатність ковтати велику здобич.